# Чуди, Гуго фон
Гуго фон Чуди (нем. Hugo von Tschudi; 7 февраля 1851, Гут-Якобсхоф, Нойнкирхен , Австрия — 23 ноября 1911, Штутгарт) — немецкий искусствовед, историк искусства и музейный работник, доктор наук . Директор Национальной галереи Берлина (1896—1908), директор Баварской государственной коллекции живописи (1909—1911).
Был покровителем современного искусства. Приобретая, в частности, произведения французских импрессионистов, способствовал модернизации музея, заложил основу для их коллекции и её места в истории искусства.

## Биография
Швейцарского происхождения. Сын натуралиста Иоганна Якоба фон Чуди и Оттилии, дочери художника Людвига Фердинанда Шнорра фон Карольсфельда.
Изучал право в Венском университете, который он закончил в 1875 году со степенью доктора наук. Два года провёл в учебных поездках по Германии, Голландии, Бельгии, Англии, Франции и Италии.
В 1876 году появилась его первая публикация: «Путешествие по современному Парижу». В 1877 году в Италии познакомился с художником Хансом фон Маре. С 1878 по 1879 год стажировался в Австрийском музее искусства и промышленности в Вене. Затем, отправился в дальнейшие учебные поездки во Францию и Италию. Работал над новым изданием Naglerches Künstlerlexikon о картинной галерее в Будапеште и над ежегодниками Королевских прусских коллекций произведений искусства.
В 1884 году устроился на работу в Королевский музей в Берлине. С 1894 года — профессор, в 1896 году стал директором Национальной галереи Берлина, которая под его руководством достигла высокого уровня развития, была коренным образом реорганизована, очищена, последовательно и целеустремленно увеличена. Чуди был инициатором проведения Столетней выставки в Берлине в 1906 году, которая положила начало всестороннему пересмотру истории искусства XIX века в Германии.
С 1909 года работал директором Баварской государственной коллекции живописи. Под его руководством было приобретено 44 картины, 9 скульптур и 22 рисунка, бо́льшая часть французского авангарда того времени. В том же году (1909) завещал свою частную коллекцию французских импрессионистов новой пинакотеке Монако, включающую работы Моне , Сезанна, Ван Гога , Гогена и Кандинского.
Автор текста к изданию «Landesgemäldegalerie zu Budapest» (1883—1886; вместе с Пульским), «Gemäldegalerie der kaiserl. Eremitage in Petersburg» (1896) и «Böcklins Werke in der Nationalgalerie in Berlin» (1901) и много работ об итальянском ренессансе и старонидерландской живописи.
Страдал от красной волчанки, которая изуродовала его лицо. Маску для его лица сделал немецкий врач Рудольф Вирхов. Болезнь в результате привела к смерти.

## Некоторые пожертвования Гуго фон Чуди

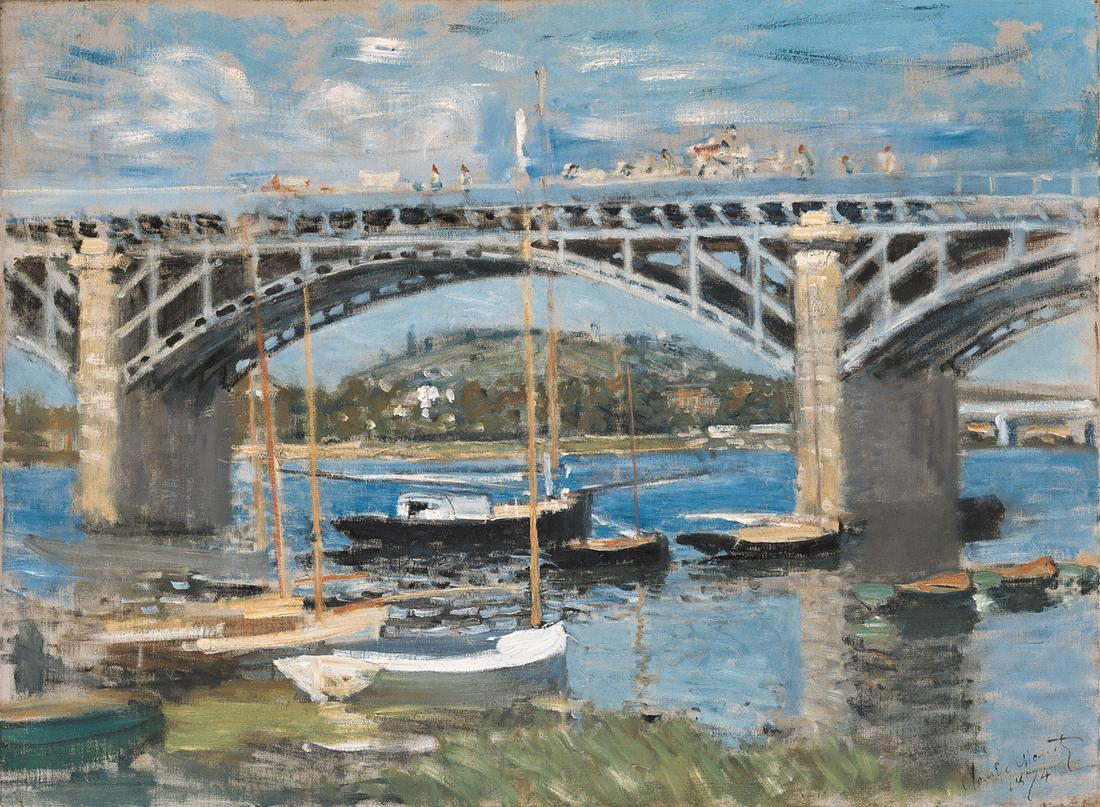
Клод Моне: Мост через Сену в Аржантёе
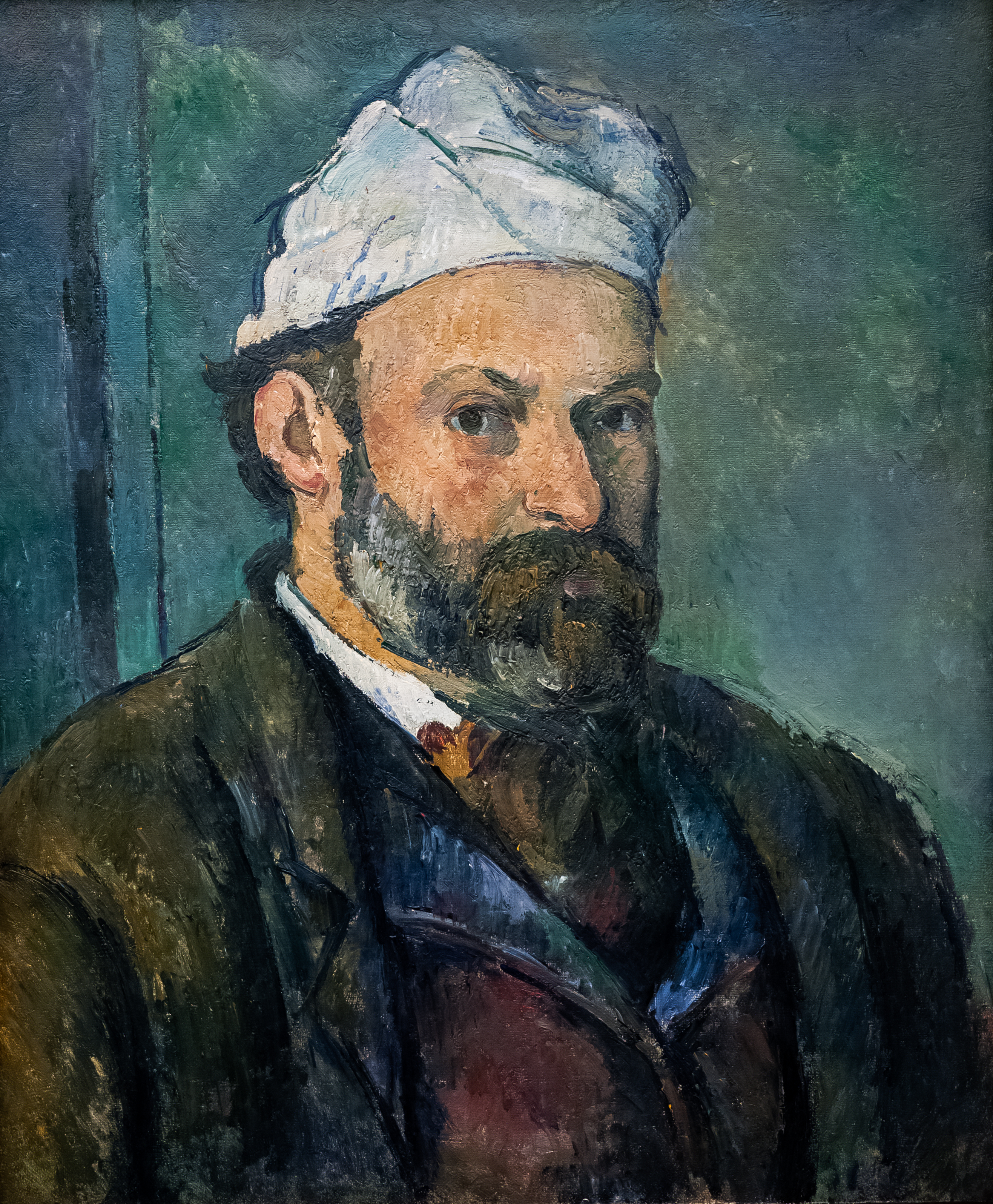
Сезанн: Автопортрет
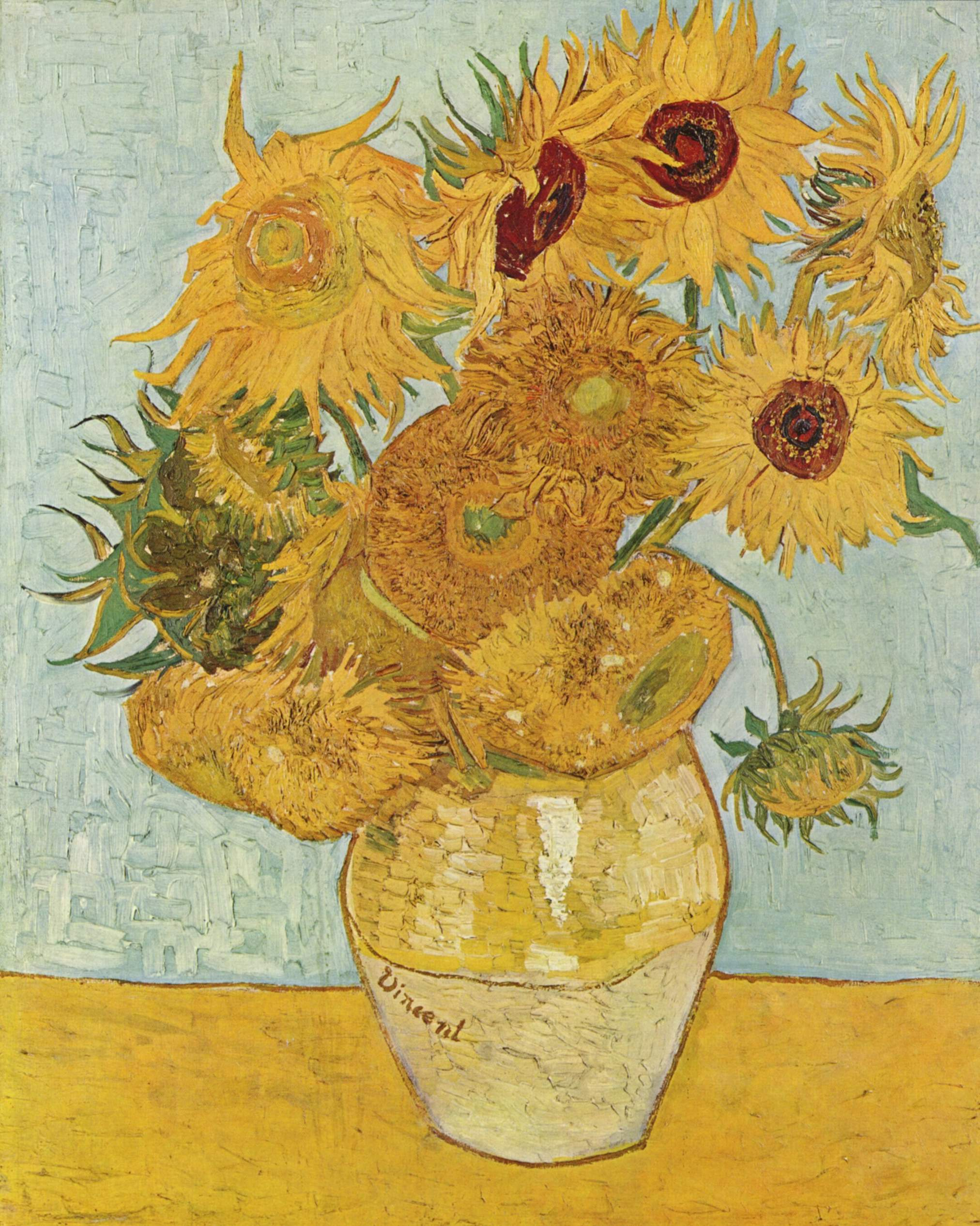
Ван Гог: Подсолнухи
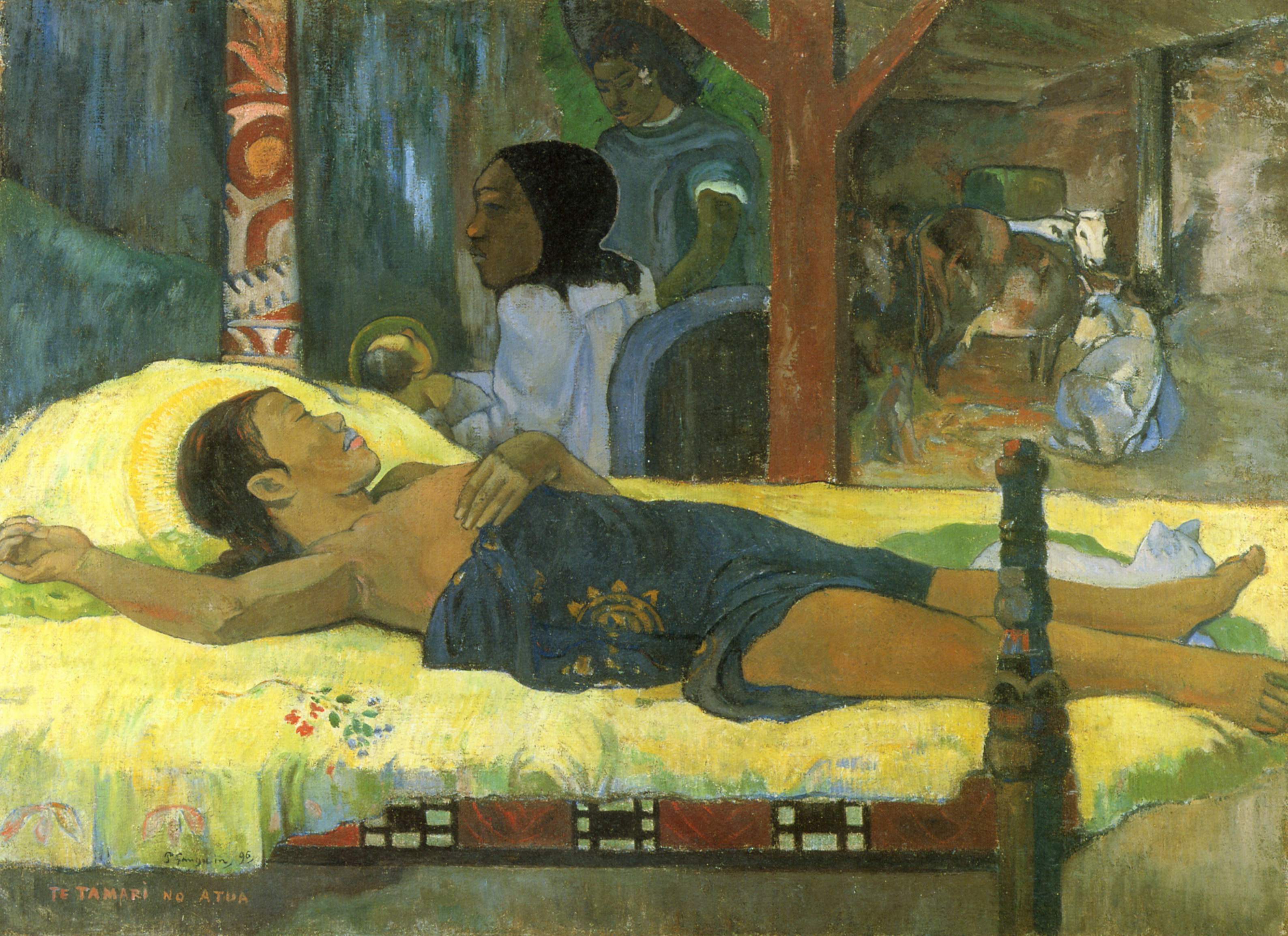
Гоген: Рождество, Сын Божий (Te tamari no atua)